# عامر بن عبد الله بن الزبير
أبو الحارث عامر بن عبد الله بن الزبير (المتوفي 124 هـ) تابعي، وأحد رواة الحديث النبوي. أبوه الخليفة والصحابي عبد الله بن الزبير، وجده الصحابي الزبير بن العوام.

## أسرته
ينتمي عامر إلى بيت من سادات المسلمين في عصر صدر الإسلام، فأبوه الخليفة والصحابي عبد الله بن الزبير، وأمه حنتمة بنت عبد الرحمن بن الحارث بن هشام المخزومية، وجده لأبيه الزبير بن العوام حواري النبي محمد، وابن عمته صفية، وجدته لأبيه أسماء بنت أبي بكر أخت أم المؤمنين عائشة بنت أبي بكر، وابنة الخليفة الأول أبي بكر الصديق، وجده لأمه عبد الرحمن بن الحارث بن هشام من التابعين، وإخوته ثابت وخباب وعباد وعمر وموسى من رواة الحديث. وكان له من الولد عتيق وعبد الله والحارث وعائشة وأم عثمان الكبرى وأم عثمان الصغرى، وأمهم قريبة بنت المنذر بن الزبير بن العوام.

## روايته للحديث
- روى عن: أباه عبد الله بن الزبير وعمر بن سليم الزرقي[3] وأنس بن مالك وصالح بن خوات بن جبير وعوف بن الحارث بن الطفيل وخاله أبي بكر بن عبد الرحمن بن الحارث بن هشام.[1]
- روى عنه: أبو صخرة جامع بن شداد المحاربي ومحمد بن عجلان وعبد الله بن سعيد بن أبي هند وعبد الملك بن عبد العزيز بن جريج ومالك بن أنس[3] وبيان بن بشر الأحمسي وخارجة بن عبد الله بن سليمان بن زيد بن ثابت وربيعة بن عثمان وزياد بن سعد وسعيد بن أبي سعيد المقبري وسعيد بن مسلم بن بانك وسلمة بن دينار وسهيل بن أبي صالح وصخر بن عبد الله بن حرملة وعبد الله بن الأسود اقرشي وعبد الله بن أبي بكر بن محمد بن عمرو بن حزم وأبو علقمة عبد الله بن محمد الفروي وعبيد الله بن عمر العمري وأبو العميس عتبة بن عبد الله وعثمان بن حكيم وعثمان بن أبي سليمان وعمر بن حفص الحجازي وأخوه عمر بن عبد الله بن الزبير وعمر بن عبد الله بن عروة بن الزبير وعمرو بن دينار وفليح بن سليمان وأبو الأسود محمد بن عبد الرحمن بن نوفل ومحمد بن الولِيد الزبيدي ومخرمة بن بكير وابن أخيه مصعب بن ثابت بن عبد الله بن الزبير ونافع بن عبد الرحمن بن أبي نعيم القارئ وهنيد بن القاسم ووبرة بن عبد الرحمن ويحيى بن سعيد الأنصاري.[4]
- الجرح والتعديل: قال الذهبي: «مُجمع على ثقته»،[3] حيث وثّقه يحيى بن معين وأبو حاتم الرازي وأحمد بن شعيب النسائي.[4] وقد روى له الجماعة.[5]

## عبادته
عُرف عن عامر بن عبد الله اجتهاده في العبادة والدعاء، فقد روى مالك بن أنس أنه ربما انصرف عامر من العتمة، فيعرض له الدعاء، فلا يزال يدعو إلى الفجر. وقال أيضًا: «كان عامر بن عبد الله يقف عند موضع الجنائز يدعو وعليه قطيفة، فتسقط وما يشعر». كما روى أحمد بن حنبل عن سفيان بن عيينة قوله: «أن عامر بن عبد الله اشترى نفسه من الله ست مرات، يعني يتصدق كل مرة بديته»،
ومن حرصه على الصلاة، رُوي أنه سمع المؤذن وهو مريض، فقال: «خذوا بيدي»، فقيل: «إنك عليل»، قال: «أسمع داعي الله، فلا أجيبه». فأخذوا بيده، فدخل مع الإمام في المغرب، فركع ركعة، ثم مات.

## مكانته الدينية
قال الزبير بن بكار: «كان أبوه لما يرى منه يقول: قد رأيت أبا بكر وعمر لم يكونا هكذا»، وقال أحمد بن حنبل: «ثقة من أوثق الناس»، وقال جمال الدين المزي: «كان عابدًا فاضلاً»، وقال ابن سعد: «كان ثقة مأمونًا عابدًا».

## وفاته
توفي عامر بن عبد الله سنة 124 هـ، قبل وفاة هشام بن عبد الملك أو بعدها بقليل.